# Živka Park

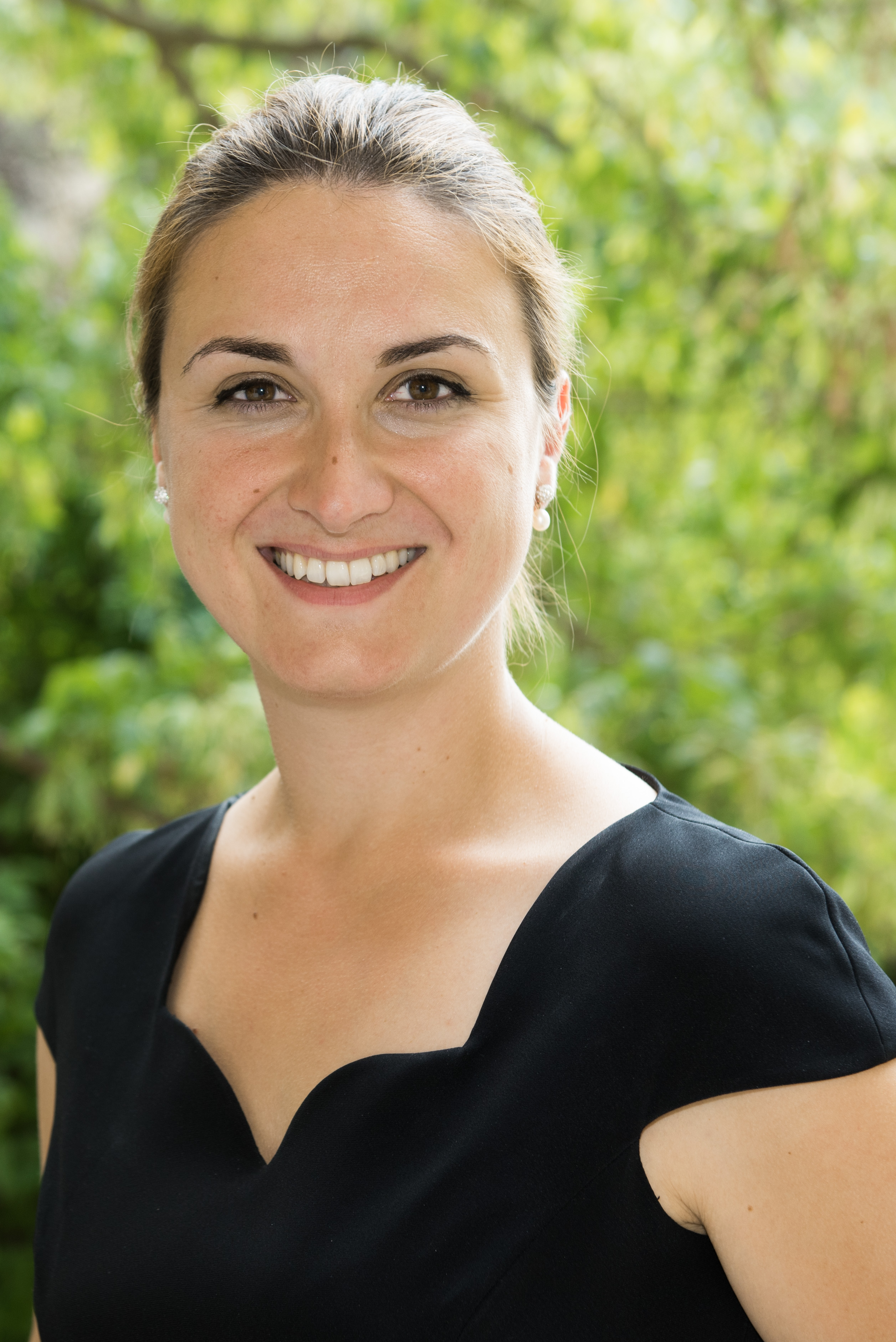
Živka Park

Živka Park (geboren am 21. Januar 1985 in Aubervilliers) ist eine französische Politikerin.
Park, die Mitglied der Partei La République en marche ist, wurde bei der Parlamentswahl 2017 im 9. Wahlkreis des Départements Val-d’Oise zur Abgeordneten in der Nationalversammlung gewählt.

## Leben und Wirken
Ihre Eltern waren aus dem damaligen Jugoslawien nach Frankreich eingewandert. Park, die in Frankreich geboren wurde, erhielt erst am 18. Juni 1999 die französische Staatsbürgerschaft.
Park, die leitende Angestellte von BNP Paribas war, wurde von La République en marche nominiert und bei den Parlamentswahlen 2017 zur Abgeordneten im neunten Wahlkreis des Val-d'Oise gewählt: im ersten Wahlgang lag sie mit 28,94 % der Stimmen deutlich an der Spitze und gewann im zweiten Wahlgang mit 51,67 % der Stimmen gegen den Kandidaten der Republikaner, Anthony Arciero.
Als im Juli 2019 die Posten innerhalb der Mehrheitsfraktion neu ausgeschrieben wurden, kandidierte sie für den Vizevorsitz der Nationalversammlung.
Im Mai 2020 trat sie der parlamentarischen Strömung und später der Partei En commun bei, die von Barbara Pompili innerhalb der
Präsidentenmehrheit ins Leben gerufen wurde.
Als Kandidatin für ihre Wiederwahl bei den Parlamentswahlen 2022 im neunten Wahlkreis des Val-d'Oise wurde sie nach dem ersten Wahlgang mit nur 90 Stimmen Vorsprung von ihrem Gegner Jean-Baptiste Marly vom Rassemblement National verdrängt.